# 张润 (1972年)
张润（1972年10月—），男，中华人民共和国外交官，曾任中华人民共和国驻多米尼加共和国特命全权大使和中华人民共和国驻墨西哥合众国特命全权大使。

## 生平
张润毕业于南京大学西班牙语系，曾先后在外交部拉丁美洲和加勒比司、驻委内瑞拉大使馆、驻阿根廷大使馆任职。2009年，任驻智利大使馆政务参赞、首席馆员。2015年，任外交部拉丁美洲和加勒比司参赞。2016年，升任外交部拉丁美洲和加勒比司副司长。2018年8月，出任中华人民共和国驻多米尼加大使。2023年2月，自驻多米尼加大使离任，出任中华人民共和国驻墨西哥大使。2024年12月，自驻墨西哥大使离任，回国任外交部拉丁美洲和加勒比司司长。

## 荣誉

### 外国勋章奖章
- 杜阿尔特、桑切斯和梅利亚大十字银星勋章（多米尼加，2023年1月26日于圣多明各颁发[12]）

## 家庭
已婚，妻子段妮燕。